# Melampyrum catalaunicum
Melampyrum catalaunicum är en snyltrotsväxtart som beskrevs av Josef Franz Freyn. Melampyrum catalaunicum ingår i släktet kovaller, och familjen snyltrotsväxter. Inga underarter finns listade i Catalogue of Life.